# Meister des Dresdener Gebetbuches

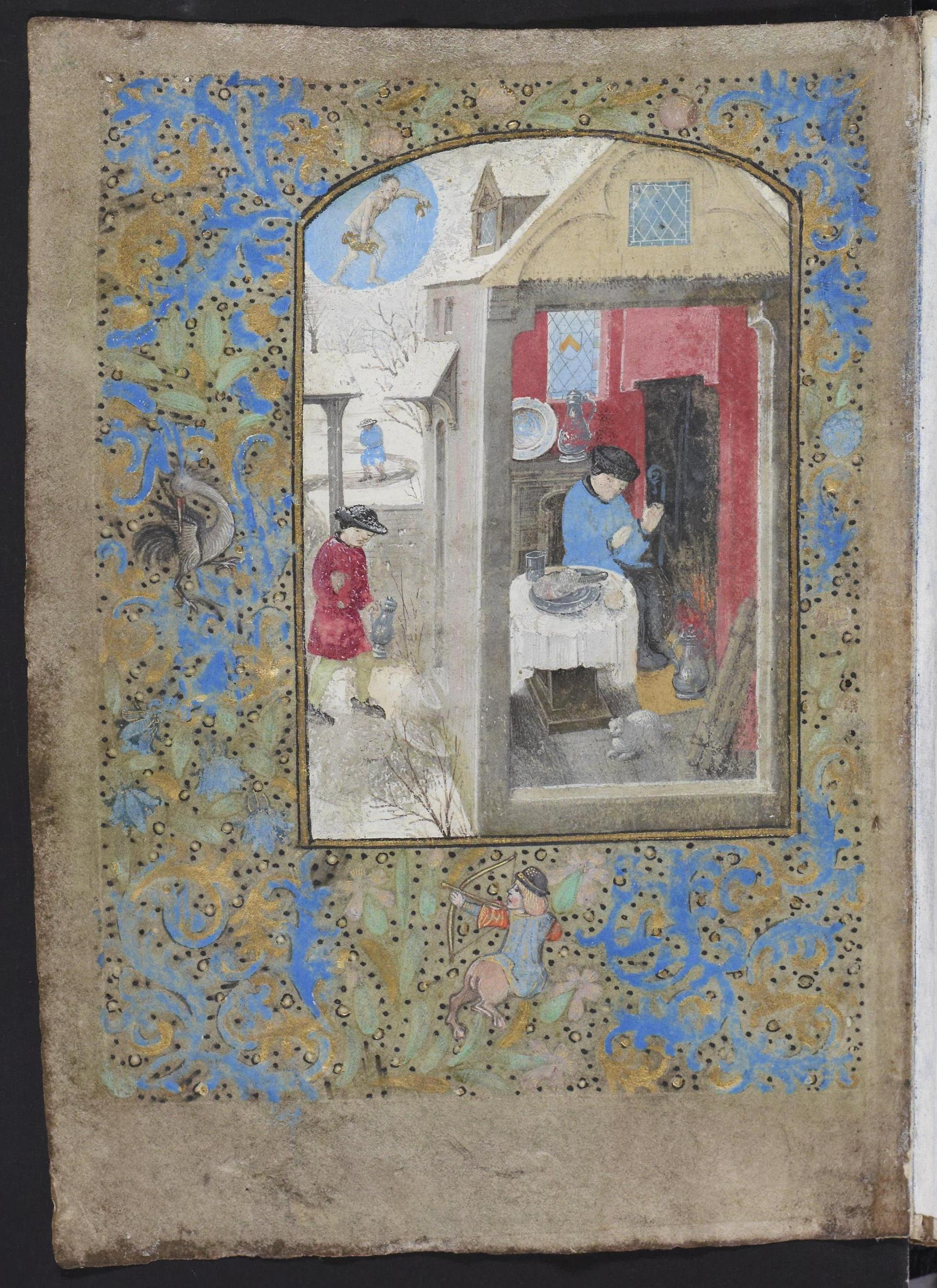
Meister des Dresdener Gebetbuches: Winterbild des Kalenders, um 1470 (Dresdener Gebetbuch)

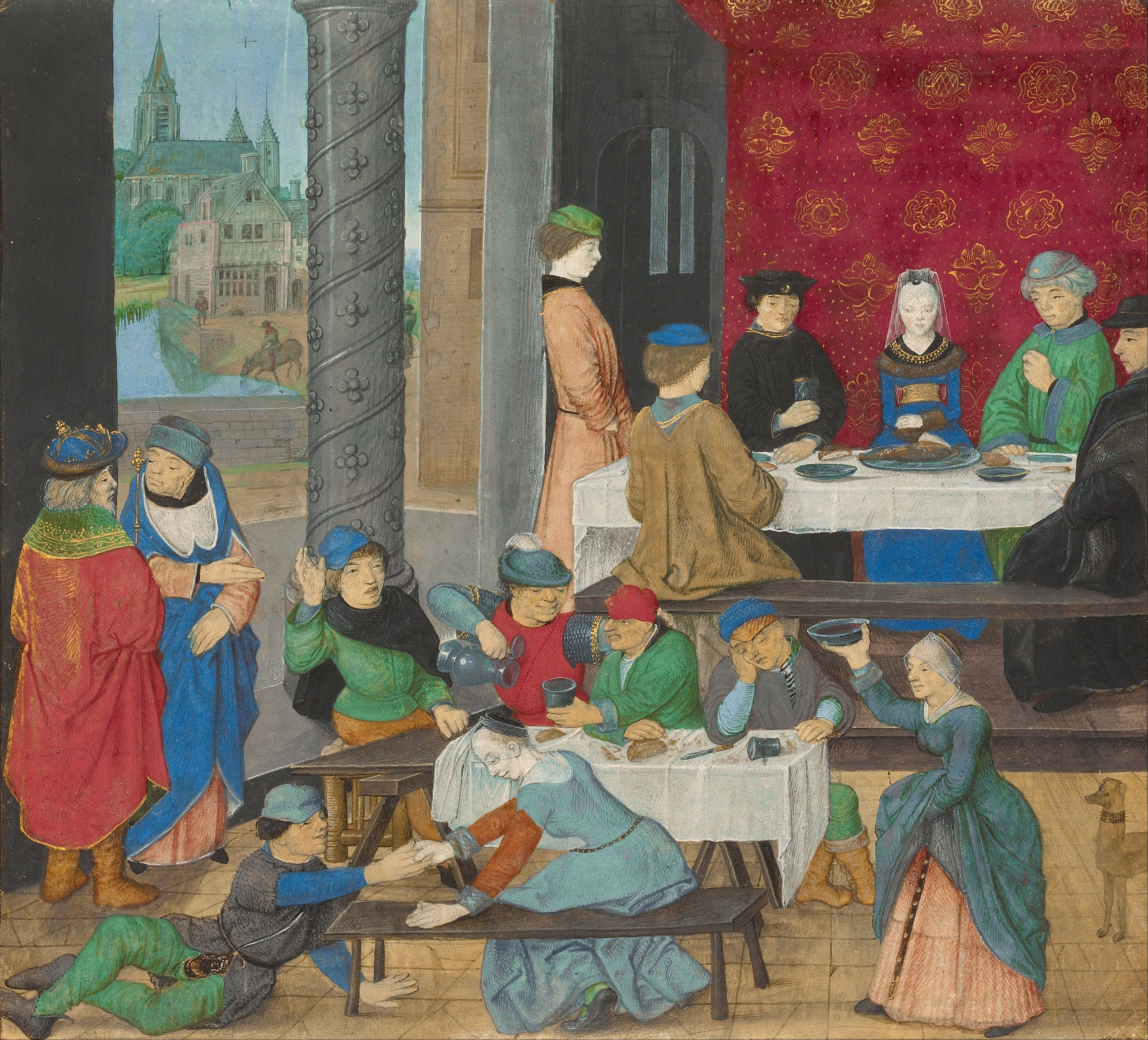
Meister des Dresdener Gebetbuches: Valerius Maximus Handschrift (um 1475 - 1480) (J. Paul Getty Museum Ms. 43)

Meister des Dresdener Gebetbuches (* um 1450; † kurz nach 1520) war ein flämischer Buchmaler, der seit etwa 1470 vor allem in Brügge wirkte und mit verschiedenen anderen Meistern zusammenarbeitete. Seinen Namen erhielt er nach einem heute in Dresden aufbewahrten Gebetbuch (SLUB, Mscr. Dresd. A.311).

## Leben
Bodo Brinkmann zufolge stammt der Meister des Dresdener Gebetbuches aus den nördlichen Niederlanden und wurde vielleicht in Utrecht ausgebildet. Das ist aber nur ein Vorschlag, um seine künstlerischen Anfänge zu verorten. Nach Antoine de Schryver wäre der Maler französischer Herkunft und könnte mit dem französischen Maler Didier de la Rivière identifiziert werden, der 1475 zum Bürger von Brügge aufgenommen wird.
Jedenfalls taucht der Künstler Ende der 1460er Jahre erstmals in Brügge auf. Die ältesten Miniaturen, die ihm stilkritisch zugeschrieben werden, gehören zu zwei Froissart-Manuskripten, die für Lodewijk van Gruuthuse vom Meister des Anton von Burgund angefertigt wurden. Der Meister des Dresdener Gebetbuches war damals zweifellos Teil dieser Werkstatt, wo er in untergeordneter Stellung an der Herstellung mehrerer Manuskripte für den Hof der Herzöge von Burgund beteiligt war. Er kopiert die Zeichnungen von Barthélemy d’Eyck in dem um 1460 entstandenen Livre des tournois des René d'Anjou für denselben Lodewijk van Gruuthuse und zwei Manuskripte des Valerius Maximus, eines für Jean de Gros, den Sekretär des Herzogs, das andere für Jean Crabbe, den Abt der Abtei von Les Dunes.
Nach Eröffnung einer eigenen Werkstatt arbeitete der Meister des Dresdener Gebetbuches häufig mit den größten flämischen Buchmalern dieser Zeit zusammen: Dem Wiener Meister der Maria von Burgund, Gerard Horenbout und Alexander Bening. Er wird auch damit betraut, die Herstellung mehrerer Manuskripte unter ihrer Mitarbeit zu leiten. In Beziehung stand dazu die Werkstatt des berühmten und hochbezahlten Simon Marmion in Valenciennes aus einer älteren Generation, aus der vermutlich einzelne bemalte Blätter bezogen wurden, die als qualitative Referenz und Ansporn wirken.
Nach dem Tod Karls des Kühnen im Jahr 1477 brach der herzogliche Markt zunächst zusammen. Der Meister musste sich nun einer kleineren Kundschaft zuwenden, für die er in Serie kleine Gebetbücher anfertigte, die größtenteils für den Export bestimmt waren. Dabei spezialisierte er sich auf diese Darstellungen des Alltagslebens. Er war auch an der Dekoration des Breviers von Isabella der Katholischen beteiligt, das von Maximilian I. in Auftrag gegeben worden war.
Seine Tätigkeit wurde jedoch 1487-1488 durch den Aufstand in Flandern unterbrochen. Daraufhin verließ er Brügge und ging nach Tournai und später nach Amiens, wo er vier Stundenbücher und ein Evangeliar anfertigte. Um 1500 kehrte er nach Brügge zurück und produzierte bis etwa 1520 weiter Manuskripte. Junge Buchmaler griffen noch immer auf ihn zurück, wie in den Spinola-Stundenbüchern.

## Werke

### Das Dresdener Gebetbuch (Dresden, SLUB, Mscr.Dresd.A.311)
Das namengebende Stundenbuch in lateinischer Sprache für den Gebrauch von Rom wurde um 1470 in Brügge geschrieben und illuminiert. Es enthält auf 150 (von ursprünglich 154) Pergamentblättern mit den Maßen 136 × 100 mm 32 Vollbilder (davon 12 Kalenderbilder) von der Hand eines anonymen Meisters mit Bordüren von einem Nachfolger Willem Vrelants. Erster Besitzer war wahrscheinlich der Florentiner Bankier und Kaufmann Francesco Sassetti (1421–1490) bzw. dessen Sohn Cosimo (1463–1527). Denn auf zwei Beschlägen der tauschierten Schließen des blindgeprägten Ledereinbandes erscheint die Imprese der Familie Sassetti (Steinschleuder mit dem Motto "A MON POVOIR"). Die beiden anderen Schließenbeschläge zeigen das Wappen der Florentiner Familie Niccolini. Rote Textilreste unter den Beschlägen der Schließen lassen vermuten, dass der Lederband anlässlich der Hochzeit von Cosimo Sassetti mit Maria Niccolini 1493 einen Stoffüberzug mit erneuerten Schließen erhielt, die im Übrigen auch die Initialen des Brautpaares C und M tragen. Hinweise auf die Verbindung des Dresdener Gebetbuches mit Florenz sind auch die Florentiner Lilien im Einbanddekor und die nördlich der Alpen eher ungewöhnliche Darstellung des Tobias in Begleitung des Erzengels Raphael (Bl. 92v), der in Florenz als Patron ausziehender Kaufmannssöhne verehrt wurde (die schräg blau und rot gestreifte Kleidung des Tobias könnte sogar auf das Wappen der Familie Sassetti anspielen). 1845 erwarb der damals in Florenz wohnhafte italienische Diplomat Tommaso Gar (1808–1871) das Gebetbuch für die Königliche Öffentliche Bibliothek in Dresden.
Die Handschrift erlitt 1945 einen schweren Wasserschaden, wodurch die Farben vor allem im Randbereich ausgewaschen wurden.
Vier Blätter der Handschrift fehlen heute: Zwei Blätter wurden im frühen 20. Jahrhundert von Friedrich Winkler im Louvre in Paris aufgefunden (Cabinet des Dessins, Inv.Nr. 20694 [Thronende Madonna mit Engeln] und Inv.Nr. 20694bis [Hl. Barbara]), ein drittes Blatt mit der Kreuzigung gilt als verloren und ein viertes Blatt (Bl. 29 mit der Verkündigung an Maria) wurde zwischen 1990 und 2001 herausgerissen und gestohlen.

### Weitere Werke und Manuskripte, an denen er mitgearbeitet hat
Das von Bodo Brinkmann (1997) zusammengestellte Œuvreverzeichnis umfasst Miniaturen in 52 Handschriften (zumeist Stundenbücher und Breviere, aber auch einige profane Werke wie einige Entwürfe für Kupferstiche zu Colard Mansions Boccaccio von 1476).
- Stundenbuch von Jean de Carpentin, ca. 1470–1480, Privatsammlung.
- der Froissart des Lodewijk van Gruuthuse, 1470–1475, BnF Fr 2643-6.
- Voustre Demeure Stundenbuch, um 1475 Madrid, Biblioteca Nacional, Ms. Vit. 25-5 ; Berlin , Kupferstichkabinett, Ms. 78 B 13; Philadelphia, Museum of Art, Nr. 343.
- Stundenbuch der Charlotte de Bourbon-Montpensier, Herzogin von Northumberland, Schloss Alnwick, Ms. 482.
- Valerius Maximus des Jan Crabbe, 1470–1480, Brügge, Großes Priesterseminar, MS. 159/190, 158/189, 157/188 und Los Angeles, J. Paul Getty Museum, Ms. 43.
- Kopie des Le livre des tournois des René von Anjou für Lodewijk van Gruuthuse, um 1480-1488, Paris, BNF, ms. fr 2693, hier f. 41v-42r.
- Stundenbuch Emerson-White, ca. 1480–1485, Cambridge, Mass., Hougthon Library, Typ. 443, 443-1; Brüssel, Königliche Bibliothek von Belgien, Ms. II 3634-6; Los Angeles, J. Paul Getty Museum, Ms. 60.
- Stundenbuch , um 1480 London, Victoria and Albert Museum, L.2384-1910.
- Stundenbuch des Jan van der Scaghe und Anne de Memere, um 1480, Nová Říše, Prämonstratenserabtei, Ms.10.
- Brevier der Isabella von Kastilien, ca. 1480–1490, British Library, Ms. Add. 18851.
- Huth Stundenbuch , ca. 1485–1491, British Library, Add. MS. 38126.
- Virgil des Jan Crabbe, Earl of Leicester, Holkham Hall, Norfolk, Ms. 311.
- Valerius Maximus des Jean Gros, Leipzig, Universitätsbibliothek, Ms. Rep. I 11b.
- Stundenbuch, angeblich von Philipp dem Schönen, London, British Library, Add. Ms. 17280.
- Stundenbuch, um 1490, Kon. Bib. Den Haag, RMMW, 10 F 1.
- Spinola Stundenbuch, Gent 1510–1520, J. Paul Getty Museum, MS. Ludwig IX 18.
- La Flora Stundenbuch, Neapel, Biblioteca Nationale, Ms. I B 51.